# 皮德吉里亞 (拉特涅區)
51°47′2″N 24°46′54″E / 51.78389°N 24.78167°E
皮德吉里亞（烏克蘭語：Підгір'я），是烏克蘭的村落，位於該國西部沃倫州，由科韋利區負責管轄，始建於1964年，面積1.08平方公里，海拔高度148米，2001年人口480，人口密度每平方公里443.21人。